# 毛皇后 (前秦)
毛皇后（?—389年），氐人，武都郡出身，前秦高帝苻登之妻。苻登是宣昭皇帝苻堅（氐人）的族孫。

## 生平
苻堅統一中國北方後，率领大軍南下攻晉，在383年淝水之戰中被晉軍以少勝多擊敗。此後，前秦統治的其他民族相繼起兵叛離，羌人姚萇在385年擒殺苻堅，自立為帝，建立後秦，與386年稱帝的苻登展開了多年激戰。
毛皇后是將門之女，其父是前秦鎮守上邽的毛興。毛皇后皮膚白晢，修長強壯，自幼習武，嫁给苻登，符登称帝後被冊立為皇后。她是一員勇將，尤善騎射。苻姚之戰時她統軍一萬，駐守苻登輜重糧草集中的大界營。姚萇因为屢戰不利，派儿子姚崇率軍繞道偷襲大界營。苻登發覺，引軍邀擊。姚軍大敗，被俘斬二萬餘人。
苻登有勇少謀，得勝後率大軍不斷進擊，放鬆了警惕。不料姚萇親率鐵騎三萬，再次偷襲大界營。毛皇后兵少，并且在夜間被姚军偷襲，最后被攻入城内。毛皇后率领壯士力戰，張弓發箭，射死姚軍無數。但是姚軍人多，等待她箭射完後將她重重包圍，誓言要將她生擒活捉。毛皇后左右均被殺死後，她仍然拚死格鬥，但是終因寡不敵眾，力竭馬蹶被擒。
姚軍在活捉毛皇后之后，將她绑到长安姚萇處報功。姚萇見她美貌出眾，大為心動，欲納她為妃，她堅決不從，罵道：“吾天子后，豈為賊羌所辱，何不速殺我！”姚萇還不忍用刑。她又仰天大哭，罵道“姚萇無道，前害天子（指苻堅），今辱皇后（自己），皇天后土，寧不鑒照！”誓死不從。姚萇大怒，下令將她押赴刑场处斬。
毛皇后被姚萇擒殺後，苻軍士氣大挫，收兵退卻，此後與姚軍又交戰多年。最後苻登在394年被姚萇之子姚興殺死，同年其子苻崇被西秦所殺，前秦遂灭亡。

## 延伸阅读
[在维基数据编辑]
 《晉書·卷096》，出自房玄齡《晉書》